# Georg Belwe

Georg Belwe (Rechts), als Leiter der Abteilung Satz und Druck an der Königlichen Akademie für graphische Künste und Buchgewerbe Leipzig, um 1911

Georg Belwe (* 12. August 1878 in Berlin; † 12. Mai 1954 in Ronneburg) war ein deutscher Typograf, Schriftdesigner und Hochschullehrer.

## Leben und Wirken
Er wurde als Sohn des Kanzleisekretärs Alexander Belwe in Berlin geboren, wo er sich zunächst zum Lithographen ausbilden ließ.
Seine künstlerische Ausbildung erhielt Belwe an der Unterrichtsanstalt des Königlichen Kunstgewerbemuseums Berlin, u. a. bei Emil Doepler. 1900 eröffnete er mit Fritz Helmuth Ehmcke und Friedrich Wilhelm Kleukens die Steglitzer Werkstatt. Viele seiner Arbeiten entstanden für Verlage wie Paul List, Reclam, Eugen Diederichs und Westermann.
Er unterrichtete zunächst an der Kunstgewerbeschule Berlin. 1906 wurde er an die Leipziger Akademie für Graphische Künste und Buchgewerbe berufen, wo Fritz Richter einer seiner Schüler war. Er beschäftigte sich insbesondere mit künstlerischer Buchgestaltung und Reklame. 
Für die Zeit des Nationalsozialismus ist 1940 und 1942 seine Teilnahme an der Großen Leipziger Kunstausstellung belegt.

## Schriften
Schriftprobe der Schrift Belwe medium (Pangramm)
- Belwe, 1907
- Belwe Gotisch, 1912
- Belwe Schrägschrift, 1913
- Belwe halbfett, 1914
- Wieland, 1926
- Schönschrift Mozart, 1927

## Auszeichnungen
- 1906: Goldmedaille der Dritten Deutschen Kunstgewerbeausstellung in Dresden
- 1908: Goldmedaille der Deutschen Kunstgewerbeausstellung in Dresden[1]
- 1910: Goldene Medaille, Weltausstellung Brüssel

## Mitgliedschaften
- Bund Deutscher Gebrauchsgraphiker[1]

- Verein deutscher Buchgewerbekünstler
- Verein Berliner Illustratoren
- Deutscher Buchgewerbeverein
- 1933 bis 1945 Reichskammer der bildenden Künste